# Pied noir de la vigne
Le pied noir de la vigne est une maladie fongique qui affecte la vigne cultivée (Vitis vinifera) dans la plupart des vignobles du monde. Elle se caractérise par un noircissement du tronc près du niveau du sol et du pivot racinaire, accompagné par un rabougrissement des parties aériennes de la plante. Cette maladie est due à des champignons phytopathogènes telluriques de la famille des Nectriaceae, principalement Cylindrocarpon destructans (forme anamorphe) ou Ilyonectria radicola (forme parfaite, téléomorphe).

## Symptômes
Les symptômes affectent le système racinaire avec une décoloration brun foncé et un noircissement du bois dans la partie souterraine du tronc, étendu jusqu'à 15 cm au-dessus du sol, et parfois étendu aux plus grosses racines.
Des sections à travers le tissu symptomatique montent que la majorité des vaisseaux du xylème sont obstrués par la formation de thyllose à paroi épaisse ou gomme brune, et les éléments fonctionnels du phloème sont également bouchés par de la gomme. Un examen microscopique des tissus infectés révèle la présence d'hyphes fongiques dans les cellules des rayons du phloème et du xylème plus jeune.
Ces symptômes se répercutent sur l'appareil végétatif aérien sous forme d'une croissance médiocre et d'un rabougrissement. Les plants infectés ne réussissent pas à former de nouvelle pousses après la dormance hivernale, peuvent mourir au milieu de l'été, ou, après une croissance végétative réduite, pendant la période de dormance hivernale suivante.
Quand ce sont des vignes jeunes qui  sont infectées, la mort se produit rapidement, mais à mesure que la vigne vieillit, l'infection entraîne un dépérissement plus graduel et la mort peut survenir seulement après un an.